# 金のいぶき
金のいぶき（きんのいぶき）は、日本のイネの品種名および銘柄名。宮城県の低アミロースで巨大胚の良食味品種である。普通炊飯用の玄米で炊き上がりが金色に輝くことから命名。

## 概要
2006年、宮城県古川農業試験場で開発を開始。2010年6月、試験栽培を実施。2012年2月、品種登録が完了。2013年6月28日、宮城県と日本発芽玄米協会が種子利用許諾契約を締結。発芽玄米パックご飯の製品化（無菌包装米飯加工）に取り組む。2015年、奨励品種。2016年12月15日、種子配布。
- 交配系譜

| 北陸糯167号（後の「めばえもち」 | 北陸糯167号（後の「めばえもち」 | 北陸糯167号（後の「めばえもち」 | 北陸糯167号（後の「めばえもち」 | 北陸糯167号（後の「めばえもち」 | 北陸糯167号（後の「めばえもち」 |  |  | たきたて | たきたて | たきたて | たきたて | たきたて | たきたて |  |  |  |  |  |  |
| 北陸糯167号（後の「めばえもち」 | 北陸糯167号（後の「めばえもち」 | 北陸糯167号（後の「めばえもち」 | 北陸糯167号（後の「めばえもち」 | 北陸糯167号（後の「めばえもち」 | 北陸糯167号（後の「めばえもち」 |  |  | たきたて | たきたて | たきたて | たきたて | たきたて | たきたて |  |  |  |  |  |  |
|                                 |                                 |                                 |                                 |                                 |                                 |  |  |          |          |          |          |          |          |  |  |  |  |  |  |
|                                 |                                 |                                 |                                 | 金のいぶき （東北胚202号）      |                                 |  |  |          |          |          |          |          |          |  |  |  |  |  |  |